# Livförsäkrings AB Nordstjernan

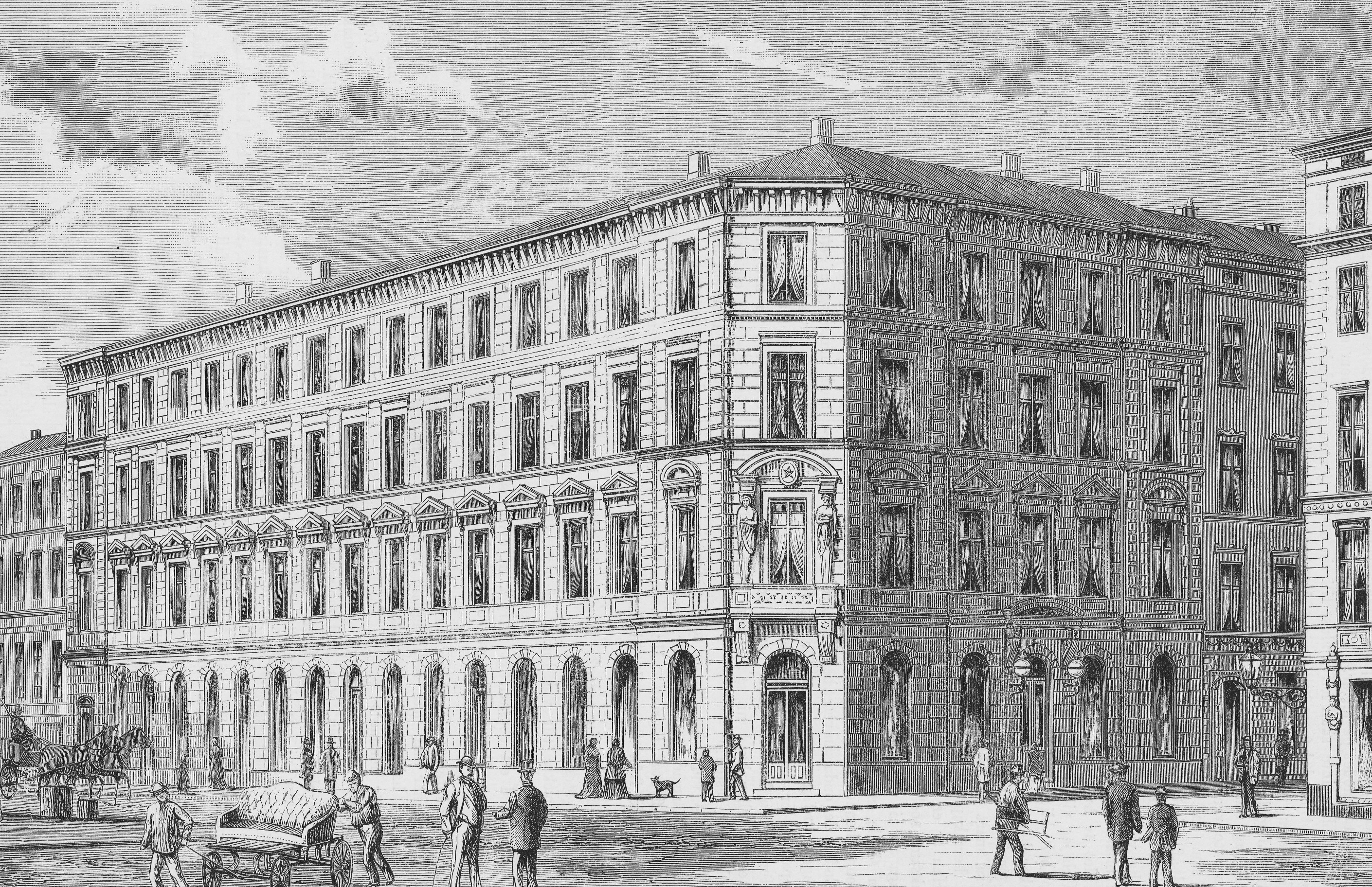
Lifförsäkringsaktiebolaget Nordstjernan, hörnet Fredsgatan och Drottninggatan i Stockholm, 1877.

Lifförsäkrings AB Nordstjernan var ett försäkringsbolag med huvudkontor i Stockholm, grundat 1871 av Otto Samson.
Genom Bonniers Förlag beställde Otto Samson en artikel om livsförsäkringsidén författad av August Strindberg, vilket ledde till att Samson erbjöd Strindberg ett redaktörsjobb på en försäkringstidning.
Försäkringsbolaget köptes 1931 upp av Skandia. Året därpå var antalet tecknade livförsäkringar 85 052 och försäkringsbeståndet 260,4 miljoner kronor. År 1949 gick företaget upp i Skandia.